# دیلان لولین
دیلان لولین (انگلیسی: Dylan Llewellyn؛ زادهٔ ۱۰ سپتامبر ۱۹۹۲) بازیگر است. وی از سال ۲۰۰۹ میلادی تاکنون مشغول فعالیت بوده است.
از فیلم‌ها یا برنامه‌های تلویزیونی که وی در آن نقش داشته است می‌توان به هالیوکس، بسامد، دختران دری، پسران بزرگ اشاره کرد.